# Åsa Svensson
Åsa Carlsson-Svensson (ur. 16 czerwca 1975 w Surahammar) – szwedzka tenisistka, reprezentantka kraju w Fed Cup.

## Kariera tenisowa
W roku 1990 rozpoczęła występy w turniejach ITF. Rok później wygrała pierwszy tytuł rangi juniorskiej w Ljusdal. W 1992 roku otrzymała licencję zawodowej tenisistki. W 1993 zadebiutowała w Fed Cup dla Szwecji. W roku 1994 awansowała o 98 pozycji w rankingu tenisistek, plasując się na 69 miejscu. Osiągnęła półfinał w Houston, a następnie finał w Pradze, zadebiutowała w wielkoszlemowym turnieju na French Open, doszła do drugiej rundy US Open i osiągnęła finał gry podwójnej w Linzu z Caroline Schneider.
W roku 1996 przegrała w finale w Houston ze Steffi Graf. Odnotowała też zwycięstwo nad wysoko notowaną Lisą Raymond.
Pierwszy tytuł w grze pojedynczej zdobyła w 1999 roku w Kuala Lumpur. Z Émilie Loit wygrała też pierwszy turniej deblowy w karierze w Pattaya. Drugi tytuł gry podwójnej zdobyła z Natallą Zwierawą rok później w Hanowerze. Odniosła zwycięstwa nad Ivą Majoli i Sandrine Testud.
Ostatni zawodowy tytuł wywalczyła w grze podwójnej w Memphis z Meilen Tu w 2004 roku.

### Wygrane turnieje rangi WTA Tour

#### gra pojedyncza (2)
| Lp | Rok  | Turniej      | Finalistka    | Wynik         |
| 1. | 1999 | Kuala Lumpur | Erika de Lone | 6:2, 6:4      |
| 2. | 2002 | Bol          | Iva Majoli    | 6:3, 4:6, 6:1 |

#### gra podwójna (7)
| Lp | Rok  | Turniej    | Partnerka          | Finalistki                                         | Wynik            |
| 1. | 1999 | Pattaya    | Émilie Loit        | Jewgienija Kulikowska / Patricia Wartusch          | 6:1, 6:4         |
| 2. | 2000 | Hanower    | Natalla Zwierawa   | Silvia Farina Elia / Karina Habšudová              | 6:3, 6:4         |
| 3. | 2001 | Casablanca | Ljubomira Baczewa  | María José Martínez Sánchez / María Emilia Salerni | 6:3, 6:7(4), 6:1 |
| 4. | 2001 | Pattaya    | Iroda Tulyaganova  | Liezel Huber / Wynne Prakusya                      | 4:6, 6:3, 6:3    |
| 5. | 2003 | Bogota     | Katarina Srebotnik | Tina Križan / Tetiana Perebyjnis                   | 6:2, 6:1         |
| 6. | 2003 | Acapulco   | Émilie Loit        | Petra Mandula / Patricia Wartusch                  | 6:3, 6:1         |
| 7. | 2004 | Memphis    | Meilen Tu          | Marija Szarapowa / Wiera Zwonariowa                | 6:4, 7:6(0)      |

### Finały juniorskich turniejów wielkoszlemowych

#### Gra podwójna (0–2)
| Końcowy wynik | Rok  | Turniej         | Nawierzchnia | Partnerka        | Przeciwniczki                  | Wynik finału |
| Finalistka    | 1991 | US Open         | Twarda       | Cătălina Cristea | Kristin Godridge Nicole Pratt  | 6:7, 5:7     |
| Finalistka    | 1993 | Australian Open | Twarda       | Cătălina Cristea | Joana Manta Ludmila Richterová | 3:6, 2:6     |